# Caffrocrambus decolorellus
Caffrocrambus decolorellus là một loài bướm đêm trong họ Crambidae.